# Bladelementtheorie
De bladelementtheorie is een praktische benadering om de opbrengst van een schroef of propeller te bepalen aan de hand van de schroefgeometrie. William Froude kwam in 1878 met de bladelementtheorie, verfijnd door David W. Taylor in 1893 en Stefan Drzewiecki. De theorie deelt een blad van een schroef of propeller op in kleine elementen met een infinitesimale dikte, en bepaalt de hierop werkende krachten. Deze krachten kunnen worden omgezet in versnellingen die geïntegreerd kunnen worden naar snelheden. 
De werking van een schroef komt overeen met die van een draagvleugel met naast de translatiesnelheid als toevoeging de omtreksnelheid.
Stuwkracht:
{\displaystyle T=z\int _{0}^{R}\mathrm {d} T\cdot \mathrm {d} r=z\int _{0}^{R}(\mathrm {d} L\cdot \cos \beta _{i}-\mathrm {d} D\cdot \sin \beta _{i})\cdot \mathrm {d} R}
Askoppel:
{\displaystyle Q=z\int _{0}^{R}\mathrm {d} N\cdot r\cdot \mathrm {d} r=z\int _{0}^{R}(\mathrm {d} L\cdot \sin \beta _{i}-\mathrm {d} D\cdot \cos \beta _{i})\cdot r\cdot \mathrm {d} R}

## Andere theorieën
De impulstheorie is een theoretische benadering, waarbij de schroef of de propeller gemodelleerd wordt als een schijf zonder dikte. Beide theorieën hadden aanhangers, die pas met de werveltheorie bij elkaar gebracht werden. Deze verklaart beide theorieën en bracht deze op een niveau waarbij theorie overeenkwam met experimentele uitkomsten, zodat het bruikbaar werd voor ontwerpdoeleinden.